# 9533 Aleksejleonov
9533 Aleksejleonov eller 1981 SA7 är en asteroid i huvudbältet som upptäcktes den 28 september 1981 av den sovjetisk-ryska astronomen Ljudmila Zjuravljova vid Krims astrofysiska observatorium på Krim. Den är uppkallad efter den sovjetiske kosmonauten Aleksej Leonov.
Asteroiden har en diameter på ungefär tio kilometer och den tillhör asteroidgruppen Astraea.